# Франк Форбергер
Франк Форбергер (5 березня 1943 , Майсен  — 30 вересня 1998 , Майсен ) — німецький веслувальник, дворазовий олімпійський чемпіон, двориразовий чемпіон світу та Європи.

## Біографія
Франк Форбергер народився 5 березня 1943 року у місті Майсен. В юності брав участь у змаганнях з академічного веслування як рульовий, але потім сам сів веслувати. Проходив підготовку у Дрездені у місцевому спортивному клубі «Айнхайт Дрезден».
Першого серйозного успіху на дорослому міжнародному рівні досяг у сезоні 1966 року, коли увійшов до основного складу східнонімецької національної збірної та побував на чемпіонаті світу в Бледі, звідки привіз золоту медаль, виграну в заліку розпашних четвірок без керма.
У 1967 році у безрульних четвірках здобув перемогу на чемпіонаті Європи у Віші.
Завдяки низці вдалих виступів удостоївся права захищати честь країни на літніх Олімпійських іграх 1968 року в Мехіко - у складі екіпажу, куди також увійшли Дітер Шуберт, Дітер Гран і Франк Рюле, з якими став олімпійським чемпіоном.
Ставши олімпійським чемпіоном, Форбергер залишився у складі збіної НДР та продовжив брати участь у найбільших міжнародних регатах. Так, у 1969 році він виступив на європейській першості в Клагенфурті, де став срібним призером у безрульних двійках, поступившись на фініші лише команді США.
У 1970 році в безрульних четвірках був найкращим на світовій першості в Сент-Катарінсі.
На чемпіонаті Європи 1971 року в Копенгагені додав до послужного списку ще одну золоту медаль, отриману у безрульних четвірках.
Перебуваючи серед лідерів східнонімецької національної збірної, пройшов відбір на Олімпійські ігри 1972 року в Мюнхені — тут з тими ж партнерами знову обійшов усіх суперників у заліку безрульних четвірок і став дворазовим олімпійським чемпіоном.
За видатні спортивні досягнення нагороджений орденом «За заслуги перед Батьківщиною» у сріблі (1968) та золоті (1972). Кавалер срібного ордена «Зірка дружби народів» (1971).
Його донька Анна теж займалася академічним веслуванням, вигравала чемпіонат світу серед юніорів.
Форбергер помер від пухлини головного мозку 30 вересня 1998 року у Майсені у віці 55 років.

## Виступи на Олімпіадах
| Олімпіада   | Дисципліна | Місце |
| ----------- | ---------- | ----- |
| Мехіко 1968 | четвірки   | 1     |
| Мюнхен 1972 | четвірки   | 1     |

## Зовнішні посилання
- Франк Форбергер — олімпійська статистика на сайті Sports-Reference.com (англ.) (архівна версія)
- Франк Форбергер на сайті FISA.